# Ismail H'Maidat
Ismail H'Maidat (en arabe : إسماعيل حميدات), né le 16 juin 1995 à Enschede aux Pays-Bas, est un footballeur international marocain évoluant en tant que milieu offensif. Il possède également la nationalité néerlandaise.

## Biographie

### En club

#### Débuts difficiles (1995-2008)
Né aux Pays-Bas de parents marocains originaires de Tétouan, il grandit à Enschede dans le même quartier que Karim El Ahmadi et commence tôt le football à l'âge de 9 ans dans le club de sa ville FC Twente. Ismail verra son père décéder à l'âge de 11 ans. Il évoluera aux Pays-Bas pendant 4 ans avant de se faire licencier du club en 2008 pour des problèmes de comportement envers coéquipiers et staffs.

#### Formation en Belgique (2008-2014)
Peu de chances de retrouver un club aux Pays-Bas à cause de faits graves dans le club du FC Twente, il finira par s'aventurer dans le championnat belge. Il passera par plusieurs clubs tels que le FC Turnhout, le KVC Westerlo, le KRC Genk ainsi que l'OHL Louvain. Le talent du jeune Ismail se fera voir jusqu'en Angleterre où le Crystal Palace décidera de recruter le jeune néerlando-marocain. H'Maidat y évoluera seulement une saison avant d'être exclu définitivement du club anglais pour une altercation avec un coéquipier. Il fera son retour en Belgique dans le club du RSC Anderlecht en 2014, avant d'être à nouveau exclu du club à cause d'une nouvelle altercation avec un membre du staff.

#### Succès au Brescia Calcio (2014-2016)
Il signe son premier contrat professionnel en 2014 avec le Brescia Calcio en Serie B. Il joue son premier match le 30 mai 2014 face au Trapani Calcio. Il jouera la saison 2014-15 en tant que titulaire dans la majorité des matchs où il sera l'auteur d'un but. Il finira par jouer 42 matchs en deux saisons avec le club italien.

#### Transfert à l'AS Rome et prêts (2016-2018)
A l'occasion du mercato hivernal de 2016, il signe à l'AS Rome pour un montant de 3 millions d'euros. Âgé alors de 20 ans avec beaucoup de concurrence dans le milieu de l'AS Rome, l'entraîneur préférera prêter le joueur dans un club où il trouvera du temps de jeu. Plusieurs équipes de la Serie B se sont présenter pour le jeune H'Maidat, notamment le Ascoli Picchio qui donnera peu de temps de jeu à Ismail lors de la mi-saison 2016-17. Dès le mercato suivant, il est de nouveau prêter dans le club du Vicence Calcio où il jouera seulement 7 matchs.
Difficile de trouver une place en tant que titulaire dans une équipe, il est pour une troisième fois prêter au Portugal dans la mi-saison de 2017 dans le club de première division Olhanense. Il jouera 8 matchs en marquant un but. Le 7 juillet 2017, à l'occasion de la saison 2017-18, Ismail H'Maidat signe à nouveau un contrat de prêt pour une mi-saison au KVC Westerlo, club dans lequel le jeune joueur a déjà évoluer chez les jeunes. Il finira par être viré du club belge pour son comportement indiscipliné.

#### Break footballistique et affaires judiciaires (2018-2019)
Le 10 février 2018, il est arrêté par les forces spéciales de la police belge dans les environs de la ville de Turnhout en Belgique. Il est condamné à 3 ans d'emprisonnement un mois plus tard pour avoir participé à un commando de braqueurs où il en sera l'auteur dans plus de 5 braquages dont le célèbre casino Seven Center où il menace la caissière avec une pistolet de type 9mm. Il purge une peine d'emprisonnement de un an et demi en Belgique avec un autre individu au nom d'Alexandre d. C. (23 ans).

#### Une seconde chance en Serie C (depuis 2019)
En juillet 2019, il signe un contrat de deux ans au sein du club italien du Côme 1907.

### Carrière internationale

#### Maroc
Très charmé par le talent que possède le jeune H'Maidat, l'entraîneur français Hervé Renard décidera de convoquer le jeune néerlando-marocain pour un match amical face au Canada. Le 11 octobre 2016, H'Maidat remplace Ismail Haddad à la 74e minute face au Canada et dispute alors son premier match avec l'équipe nationale du Maroc sous l'ère d'Hervé Renard.

## Vie privée
Résidant en Italie, il s'exprime en néerlandais, en français, en arabe marocain et en italien.